# Symphyotrichum tradescantii
Symphyotrichum tradescantii là một loài thực vật có hoa trong họ Cúc. Loài này được (L.) G.L.Nesom miêu tả khoa học đầu tiên.